# Alerte Contagion
Alerte Contagion (Containment) est une mini-série télévisée américaine en treize épisodes de 42 minutes, basée sur la série belge Cordon, développée par Julie Plec et David Nutter et diffusée entre le 19 avril et le 19 juillet 2016 sur le réseau The CW et depuis le 25 avril 2016 sur le réseau Global au Canada.
En Belgique elle est diffusée depuis le 28 février 2017 sur La Une, au Québec, depuis le 21 mars 2017 sur Max, et en France, depuis le 21 juillet 2018 sur TF1. À La Réunion elle est diffusée depuis le 24 juin 2019 sur Antenne Réunion. Néanmoins, elle reste inédite dans les autres pays francophones.

## Synopsis
Une épidémie arrive sur Atlanta et un secteur de la ville est placé en quarantaine. On y découvre alors le quotidien de plusieurs habitants de la ville qui est frappée de plein fouet par un virus inconnu.

## Fiche technique
- Titre original : Containment
- Titre français : Alerte Contagion
- Création : Julie Plec et David Nutter (Développement), d'après la série belge Cordon
- Production : Cyrus Yavneh
- Sociétés de production : My So-Called Company, Warner Bros. Television
- Société de distribution : Warner Bros. Television Distribution
- Pays d'origine :  États-Unis
- Langue d'origine : anglais
- Chaîne d'origine : The CW
- Genre : Drame
- Nombre d'épisodes : 13
- Durée : 42 minutes
- Dates de première diffusion :
  -  États-Unis : 19 avril 2016 sur The CW Television Network
  -  Belgique : 28 février 2017 sur La Une
  -  Québec : 21 mars 2017 sur Max
  -  France : 21 juillet 2018 sur TF1

## Distribution

### Acteurs principaux
- David Gyasi (VF : Daniel Lobé) : Major Alex « Lex » Carnahan
- Christina Moses (en) (VF : Nathalie Karsenti) : Jana Mayfield
- Chris Wood (VF : Julien Allouf) : Officier Jake Riley
- Kristen Gutoskie (VF : Alexandra Ansidei) : Katie Frank
- Claudia Black (VF : Véronique Augereau) : Dr Sabine Lommers
- Hanna Mangan-Lawrence (VF : Jessica Monceau) : Teresa Keaton
- George Young (en) (VF : Donald Reignoux) : Dr Victor Cannerts
- Trevor St. John (VF : Axel Kiener) : Leonardo « Leo » Green

### Acteurs récurrents
- Zachary Unger (VF : Kaycie Chase) : Quentin Frank, fils de Katie (12 épisodes)
- Nadine Lewington (en) (VF : Anne-Laure Gruet) : Suzanne « Suzy » (12 épisodes)
- Shawn Parsons (VF : Jérémie Covillault) : Sam (10 épisodes)
- Demetrius Bridges (VF : Jean-Michel Vaubien) : Xander Paulson, petit-ami de Teresa (9 épisodes)
- Yohance Myles (VF : Sydney Kotto) : Dennis (9 épisodes)
- Charles Black (VF : Benoît Allemane) : Bert, grand-père de Teresa (9 épisodes)
- Sandra Lafferty (VF : Jocelyne Darche) : Micheline, grand-mère de Teresa (8 épisodes)
- Gregory Alan Williams (VF : Saïd Amadis) : Chef Besser (7 épisodes)
- Donielle T. Hansley Jr. : Thomas (7 épisodes)
- Scott Parks (VF : Luc Boulad) : Pete Walden (7 épisodes)
- Miles Doleac (en) : Capitaine Lee Scott (7 épisodes)
- Mykel Shannon Jenkins (en) (VF : Jean-Baptiste Anoumon) : Trey (7 épisodes)
- John Winscher (VF : Jean-Philippe Pertuit) : Tony (6 épisodes)
- Nadej k Bailey : Britney (6 épisodes)
- Adin Steckler (VF : Maryne Bertieaux): Mary (6 épisodes)
- Jimmy Gonzales (VF : Gunther Germain) : Officer Meese (6 épisodes)
- Jordane Christie : Cinco (6 épisodes)
- Tiffany Morgan (VF : Annie Le Youdec) : Leanne, mère de Teresa (5 épisodes)

### Invités
- Kendrick Cross (VF : Jean-Luc Atlan) : Mr Graham (épisode 3)
- Brody Wellmaker (VF : Olivier Chauvel) : Officier Baker (épisode 3)
- Dahlia Legault (VF : Elsa Davoine) : Nancy (épisode 9)

- Version française
  - Société de doublage : Deluxe Media
  - Direction artistique : Jean-Philippe Puymartin
  - Adaptation des dialogues : Claire Impens
  - Voix additionnelles : Olivier Angele, Isabelle Auvray, Fanny Bloc, Jean-Marc Charrier, Jean-Baptiste Tiémélé, Bernard Crombey, Samantha Markowic, Ghislain Delbecq, Stanislas Forlani, Omar Yami, Patricia Malvoisin, Naïke Mellerin, Farida Ouchani, Christophe Peyroux, Clara Soares, Lina Soualem, Kaycie Chase, François Thuries, Sara Viot

 Source et légende : version française (VF) sur RS Doublage et DSD

## Développement

### Production
Le 2 février 2015, le réseau The CW commande un pilote, sous le titre Cordon.
Le 7 mai 2015, The CW commande officiellement la série,. Puis le 14 mai, lors des Upfronts, le network annonce la diffusion de la série à la mi-saison 2015/2016, soit début 2016, sous son titre actuel.
Le 11 février 2016, The CW annonce le lancement de la série au 19 avril 2016 et dévoile qu'elle sera finalement une mini-série, prévue pour une seule et unique saison mais avec une possibilité de devenir une série régulière en cas de succès.
Le 12 mai 2016, la chaîne annonce que la série conservera son format de mini-série, cette dernière ne souhaitant pas en faire une série régulière.

### Casting
Les rôles ont été attribués dans cet ordre : David Gyasi, Christina Moses, Chris Wood, Kristen Gutoskie, Claudia Black, Hanna Mangan-Lawrence, George Young et Trevor St. John.

## Épisodes
1. Patient zéro (Pilot)
2. Quarantaine (I To Die, You To Live)
3. Premier à tomber (Be Angry at the Sun)
4. Chaos (With Silence and Tears)
5. Brebis et loups (Like A Sheep Among The Wolves)
6. Canicule (He Stilled The Rising Tumult)
7. La Tour d'ivoire (Inferno)
8. Le Début de la fin (There's a Crack in Everything)
9. Diviser pour mieux régner (A Kingdom Divided Amongst Itself)
10. L'Aube d'un nouveau jour (A Time to Be Born…)
11. Dernier Souffle (Nothing Gold Can Stay)
12. Les Fugitifs (Yes Is the Only Living Thing)
13. Des vies à reconstruire (Path to Paradise)